# Robert Storm Petersen
Robert Storm Petersen (født 19. september 1882 i Valby, død 6. marts 1949 på Frederiksberg) var dansk maler, forfatter, skuespiller og "opfinder". Han var bedst kendt som Storm P.
Storm P's tegninger havde flere figurer, som gik igen, eksempelvis Peter Vimmelskaft, Peter og Ping og De Tre Små Mænd. Han var også optaget af at tegne overdrevent komplicerede maskiner eller anordninger, der udfører simple opgaver - de såkaldte Storm P-maskiner.

## Baggrund
Da Sankt Nikolaj Kirke brændte ned i 1795, blev der indrettet slagterboder på den åbne plads, hvor kun tårnet stod tilbage. Storm P.'s far var en af disse slagtere, og Storm P. kom i slagterlære dér. Han var født ind i en solid, borgerlig familie. Ikke blot havde hans far to udsalg i "Maven" (jernboder opført på Nikolaj Plads i 1845-1846 af P.C. Hagemann (1810-1853), hvorfra slagterne havde udsalg). Han ejede også en gård i Vigerslev med grise og køer. I 1888, da Storm P. var 6 år, flyttede familien til Enghavevej 10, hvor der lå en række slagtergårde ved siden af hinanden. Her boede de indtil 1892, hvorefter familien flyttede til Vesterbrogade 25. Slagtermesteren, Frederik Christian Petersen, var en munter sjæl, der elskede teater og var ven af og mæcen for flere af tidens bedste skuespillere; mens hans kone, Oline Marie, var et stille, tænkende menneske. Storm P. holdt meget af sine forældre. Som 14-årig skrev han et digt til Gud med tak for sin mor.
Skolen var ikke noget for Storm P. Sin første skole måtte han forlade for at have forsøgt at organisere eleverne til strejke til forsvar for en kammerat, han mente, var blevet uretfærdigt behandlet. Han var lidt af en drømmer og ville hellere fantasere end deltage i slagsmål og drengestreger. Han strejfede omkring på Kalvebod Fælled, hvor vagabonderne holdt til. Deres frie liv appellerede til ham og skulle senere dukke op i hans tegninger. Efter konfirmationen kom han i lære hos sin far, bragte varer ud, malede flotte skilte til forretningen og reformerede regnskabsførslen, som indtil da var foregået med kridt: Skyldte man penge, fik man sit navn skrevet op på porten, og det blev så vasket væk med en svamp, når gælden var betalt. Men da Storm P. holdt meget af dyr, kunne han ikke være med ved slagtningen. Han ønskede at starte et reklamebureau, men det havde forældrene ingen tiltro til. Da han forsøgte at komme ind på Kunstakademiet, udbrød den berømte arkitekt Thorvald Bindesbøll ved synet af hans tegninger: "Unge ven, hvis De lærer noget, mister De Deres talent!" Det blev i stedet til søndagsundervisning hos en af familiens bekendte, og en tur til søs med hyre på et skib, hvor hans onkel var kaptajn. Hans debut som bladtegner var i Dansk Slagtertidende i 1902 med en satirisk tegning af politikeren Gustav Philipsen.
Som 19-årig forelskede Storm P. sig i den 23 år ældre Lydia Sørensen, også kaldet "Mads", som var gift og mor til to. Fra 1906 boede de to sammen i hendes kvistlejlighed i Jernbanegade 3. Først i 1913 blev de gift, da Lydia havde problemer med skilsmissen fra sin første mand og måske også for ikke at støde Storms far (han døde i 1912). Lydia var hans muse og støtte - hun hjalp til med økonomien, og der var åbent hus for alle hans venner. Engang fik hun ved et selskab Georg Brandes til bords, og da han udtrykte sin undren over, at hun ikke forstod alt det, han talte om, svarede hun, at hun til gengæld kunne stege en bøf, og det var mere, end Brandes kunne. Lydia døde i 1924, og året efter giftede Storm P. sig med Ellen, som han havde forelsket sig i på en tur til Fanø i 1920. De to var gift livet ud.

## Karriere
Under et ophold i Paris blev Storm P. meget optaget af fransk ekspressionisme. Han var uhyre produktiv og efterlod sig mere end 50.000 tegninger. Hver eneste dag leverede han mindst et "Dagbogsblad", en "Flue" og fire tegninger i Peter og Ping-serien til de berlingske aviser, og dertil tegneserier til mange udenlandske aviser. Han tegnede plakater og udgav hvert år i 30 år et "Storm P.-album" til jul. Han skrev flere bøger, illustrerede bøger af andre forfattere og efterlod sig omkring 150 malerier. Hans sidste maleri, som stod ufærdigt tilbage på staffeliet, den dag han døde, hed meget passende "Klovnens begravelse". En hel generation husker hans illustrationer til Ole Bole ABC fra 1927.
Under pseudonymet Hugo Krantz debuterede han i bogform som medforfatter i 1904 med Holger Rasmussen og Axel Breidahl med en kriminalroman i 60 hæfter: København ved Nat, som følger kriminalinspektør Dreslings, "den danske Sherlock Holmes", opgør med forbrydergeniet A-Ø og hans forbryderkartel Alfabetet. Romanen havde i 1901 været sendt som avisføljeton. Den blev genudgivet i 1915 og i 1941 af Kunstforlaget A/S (i henholdsvis fem og seks bind) og i 1963 på Forlaget Danmark i seks bind.
Robert Storm Petersen er først og fremmest kendt for sine vittighedstegninger, eksempelvis "Fluerne", og for sine humoristiske aforismer. Han begyndte som bladtegner ved Klods-Hans, Blæksprutten og Lurifax. Han tegnede Peter Vimmelskaft, Peter og Ping og De Tre Små Mænd. Han var medarbejder ved Ekstra Bladet fra 1900 til 1905 og skuespiller på Casino i Amaliegade fra 1905 til 1907 og på Dagmarteatret fra 1907 til 1909. Sin filmdebut havde han i 1906 i stumfilmen Caros Død, der blev indspillet på Nordisk Film Kompagni. I årene 1906-08 medvirkede han i 28 kortere stumfilm. Efter en pause fra filmen vendte han i 1913 tilbage i Nordisk Films spillefilm Lille Klaus og Store Klaus og medvirkede herefter i et par yderligere stumfilm og i nogle af de første danske tonefilm. Han tog timer i skuespil hos William Pio og optrådte i kunstner-kabareten Edderkoppen i København fra 1914 til 1918. I 1920'erne og 30'erne var han et kendt scenenavn og var med i tonefilmen Fange nr. 1 i 1935.
Han prøvede lykken i USA og turnerede i 1919 i New York og Nebraska; men amerikanerne brød sig ikke om hans tegninger og forstod ikke hans humor. Hans hjemve gjorde ikke oplevelsen bedre. Pludselig aflyste han alle engagementer, og mens han ventede på skibslejlighed til Danmark, fordrev han tiden med at gå i biografen. Han var hjemme igen til jul og havde snart lavet Danmarks første tegnefilm, Øen, med De Tre Små Mænd i hovedrollerne. Filmen havde premiere i Paladsteateret i København. Sammen med filmfotografen Karl Wieghorst lavede Storm P. yderligere fire tegnefilm med De Tre Små Mænd og Nummermanden.
Af legater modtog han De Franske Palmer i 1923, Alfred Schmidt 1931 og medaljen Ingenio et Arti i 1939.
Storm P. omtales i bogen Det 20. århundrede - De 100 mest betydningsfulde personer i Danmark. I København var han kendt for sin rappe replik. Da han på en spadseretur på en kirkegård fik øje på to gravere, der tog sig en pause på kanten af en åben grav, sagde han: "Vi har det nok bedre, vi er oppe i dag." Han levede fra 1934 og frem til sin død et roligt liv i hjemmet på Asgårdsvej 17 bag Betty Nansen Teatret med sin pibesamling, spilledåser og andre snurrepiberier. For venstreorienterede som Poul Henningsen, var Storm P. efter sin ungdomstid med skarpe social-satiriske tegninger blevet en konservativ og reaktionær kunstner, der havde svigtet sine oprindelige idealer. I 1954 karakteriserede Poul Henningsen Storm P. som "reaktionær i verdensformat". Men Storm P. var nødt til at koncentrere sig om opgaver, der gav et levebrød. Han var ikke på finansloven, og der fandtes ingen biblioteksafgift.

## Livsfilosofi
Dyrevennen Storm P. fik i 1924 en hund, han kaldte Grog efter den schweiziske klovn Grock. Det var en hvid foxterrierblanding med noget puddel i sig. Den blev snart portrætteret i Berlingske Aftenavis, først i en serie med titlen "Storm P.'s Vejrhund"; senere i bøgerne Min Hund Grog og Nye Grog Historier, der også handlede om anden Andersen, puddelen Lady, Diogenes, Frynse, Rulle og Basse. Grog blev så vant til, at Storm P. tryllede over maden, hældte imaginært salt og peber i, med underlige fagter og hundestemme, at hunden gik fra foderet, hvis Storm P. manglede ved madtid. Ifølge Johannes Møllehave ville Storm P. ikke sige Grogs navn, når hunden sov - dét kunne den jo vågne af! Så når Grog sov, kaldte Storm P. ham for Møller. Sådan udtrykte Storm P. sin livsfilosofi: "...man kan også leve som det lille græsstrå, man i virkeligheden er. Dét gjorde Grog - min elskede ven - han levede i en tid, da man ikke gik i bånd. Denne lille bog er nogle blade af hans liv; han var glad for livet, og det er måske meningen med det."
I lighed med H.C. Andersen så Storm P. det menneskelige ved dyr og ting. Han holdt meget af sin bil Casimir, der endte sine dage i en bombesprængning under 2. verdenskrig. Juleaften besøgte han altid Casimir i garagen og slog lygterne på. Bilen skulle også mærke, at det var jul! I en periode holdt han høns, som han ikke kunne få sig til at slagte, og de trak rotter til, som han heller ikke kunne få sig til at ombringe. Et jagtgevær anskaffet med det for øje blev aldrig benyttet. På sine vandringer skubbede han med sin stok skovsneglene forsigtigt væk fra stien, så de ikke kom til skade.
Samuel Becketts Vladimir og Estragon i Mens Vi Venter på Godot - skrevet omtrent samtidigt med Storm P.s død - minder om Storm P.'s vagabonder og deres filosoferen over livet. Han opsummerer deres tanker i udsagnene:
- Livet er et cirkus - man kommer ind, bukker, render rundt, bukker igen og går ud.
- Livet er en gåde, hvis løsning står på bagsiden.
- Det kræver ærlighed at sælge elastik i metermål.
- Det regner lige meget på den retfærdige som på den uretfærdige. - Ja, men i reglen går den uretfærdige med den retfærdiges paraply.

Da Storm P. mange år forinden (og før Beckett var blevet født) viste sine første tegninger til sin far, som ikke forstod meningen med dem, svarede drengen: "Nej, selvfølgelig – det skal der heller ikke være! Synes du, der er mening i noget som helst i den tossede verden, vi lever i?" I sine "Fluer" udmalede han tilværelsens absurditet:
- Man skal holde sig i solen. - Så skal man have en lang arm.
- Hvor er toget henne? - Det tog, der før gik nu, går før nu.
- Ærlighed varer længst. - Ja, den bliver næsten aldrig opdaget.
- Jeg har gået med den hat i syv år. - Kan du ikke få den af?
- Næh - ærlig talt - jeg går aldrig lange ture - man må jo huske på, at man skal hjem igen.
- Man siger jo, at der findes intet nyt under solen. - Jamen, jeg har ikke tid til at sidde oppe om natten.
- Der plantes 50.000 frugttræer årligt, men det varer 5 år, før de bærer frugt. - Hvorfor planter man dem så ikke 5 år før?

## Nordische Gesellschaft
Storm P. var medlem af en tysk kulturforening, Nordische Gesellschaft, fra 1937 til 1944 (hvor NGs virke ophørte). Foreningen blev stiftet umiddelbart efter Første Verdenskrig som kultur- og handelsforening, men efter NSDAPs magtovertagelse i Tyskland i 1933 blev Nordische Gesellschaft (som stort set alle andre foreninger) efterhånden spændt for den nazistiske propagandavogn. Storm P. ønskede ikke at være personligt medlem, men måtte derfor som erhvervsmedlem betale det tilsvarende højere kontingent for at beholde muligheden for fortsat at blive udgivet i Tyskland.
Til trods for medlemskabet blev han alligevel prompte censureret under besættelsen, da han forsøgte sig med den underfundige kommentar: "Man kan snart ingenting mere. Vi kan ikke engang té os som besatte!"

## Aforismer og vittigheder
Storm P. tegnede som nævnt de besynderligste "Storm P.-opfindelser": Paraplyer, tragte, katte, cykelhjul, sakse, pølser og hunde. Disse mekaniske maskiner er sat sammen, så de gennem en masse reaktioner udfører en enkel handling – som at få et barn til at sluge en pille.
Da tjenestepigerne kom i fagforening og pludselig skiftede navn til "husassistenter", fik det Storm P. til at lave en lang liste over forslag til nye stillingsbetegnelser: Skraldemænd kunne blive smudsassistenter - chauffører busassistenter - tjenere sjusassistenter - tobakshandlere snusassistenter - og fyrmestre blusassistenter!
Han skrev og tegnede den kendte reklame:
| Citat | - Du Perikles - ka' Du sige mig - hvornår smager en Tuborg bedst? - Hvergang! | Citat |
|       |                                                                               |       |

Han skrev en række historier, hvoraf mange er – noget frit – fortolket af Ebbe Rode. Her er et par brudstykker:
Fra "Tale ved konfirmationen":
| Citat | Når der er 20 mand på en arbejdsplads, så kan de 19 godt tage den lidt med ro! | Citat |
|       |                                                                                |       |

Fra "Lige undsluppet":
| Citat | Næh, der er såmænd ikke noget i vejen med mig. Jeg har ædt et bybud. Det var i '82; han havde sat sig på min skolemad, og i skyndingen er det ikke muligt at kende forskel på et bybud og et stykke med cervelat | Citat |
|       | |       |

Fra "Sangforeningen "Morgenrøden"s Pinsetur":
| Citat | ... som sædvanlig første Pinseda' stiller vi paa Runddelen og afsynger "Nu blusser Morgenrøden op, og Fuglene kvidre paa Grene" .. saa massere vi ne'r a'Pilealeen te' Søndermarken ... og saa vil vi ikke ha' Kællingerne med i Toget - nej - de ser alt for forskellige ud - de ska' gaa i Forvejen med Madkurvene og i det hele taget holde sig i Baggrunden.... og la' være med at lukke Øl op under Solosangen - og ikke som Basse-Hansen, der sidste år ødelaa hele Gralsfortællingen...... Kuns to Pilsnere pr. Mand - hvert Kva'ter... Enhver ka' faa Lov te' og optræde Solo, naar de først henvender sig te´ mig eller Kassereren - det æ' osse mig..... Altsaa - de Herrer - vi mødes paa Runddelen - i sin helhed - høje Hatte og hvide Sangerhuer og ingen Branderter te' og begynde med - ska' vi saa ta' og se lidt på Ølkasserne.. | Citat |
|       | |       |

Storm P.-Museet på Frederiksberg Runddel åbnede i 1977. Robert Storm Petersen ligger begravet lige ved Runddelen på Frederiksberg ældre kirkegård.

## Filmografi
- 1907 Den sorte Maske
- 1907 Røverens Brud
- 1907 Kameliadamen
- 1907 Happy Bob som Bokser
- 1920 Klarinetspilleren
- 1935 Fange nr. 1